# Sound of Heimat – Deutschland singt
Sound of Heimat – Deutschland singt ist ein 2011/2012 produzierter deutscher Dokumentarfilm der Kölner Regisseure Arne Birkenstock (12 Tangos, Chandani und ihr Elefant) und Jan Tengeler. Kameramann war Marcus Winterbauer, der bereits bei den Kino-Dokumentarfilmen Chandani und ihr Elefant, Rhythm Is It! und Full Metal Village die Kamera führte. Für den Schnitt zeichneten Volker Gehrke und Katharina Schmidt verantwortlich. Der Film wurde von den Kölner Produktionsfirmen Fruitmarket Kultur und Medien und Tradewind Pictures in Zusammenarbeit mit dem WDR produziert und von der Filmstiftung Nordrhein-Westfalen, der Mitteldeutschen Medienförderung, der Filmförderungsanstalt, den Deutschen Filmförderfonds und dem Beauftragten der Bundesregierung für Kultur und Medien gefördert. Er startete am 27. September im Verleih der 3Rosen GmbH und lief fast vierzig Wochen in den deutschen Kinos. Im Juni erscheint die DVD mit dem Film bei „good!movies“ im Vertrieb von Indigo. Am 25. November 2014 fand die TV-Erstausstrahlung des Filmes im WDR-Fernsehen statt.

## Inhalt

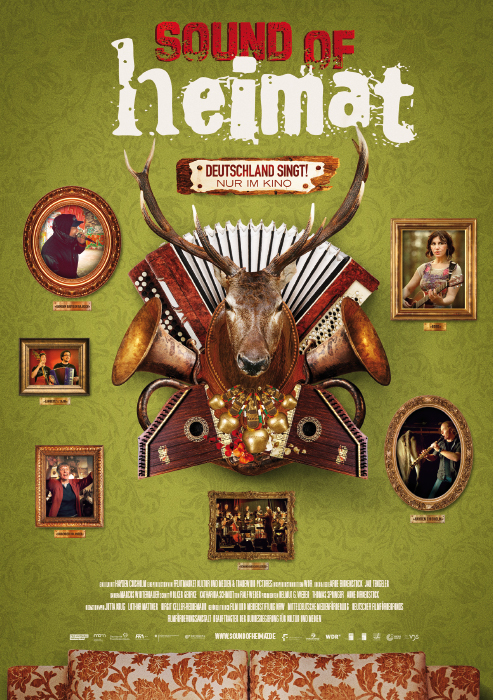
Filmplakat „Sound of Heimat – Deutschland singt“

In dem musikalischen Dokumentarfilm begibt sich der neuseeländische Musiker Hayden Chisholm auf die Spuren der deutschen Volksmusik quer durch Deutschland. Als Fremder mit unverstelltem Blick und offenem Ohr für Texte und Melodien moderner und traditioneller Musiker trifft er auf eine Vielfalt regionaler Bräuche und Aktivitäten. Die Regisseure Arne Birkenstock und Jan Tengeler beleuchten auch eine in Deutschland weit verbreitete ambivalente Haltung zu Volksmusik und eigenem Heimatverständnis: Themen, die durch die vergangene Ideologisierung und die „heile Welt“ des Musikantenstadls oft in Vergessenheit geraten sind.
Unbeschwert spielt, singt und tanzt Hayden Chisholm mit dem GewandhausChor in Leipzig, der Kneipentruppe „Singender Holunder“ und den Hip-Hoppern um „BamBam Babylon Bajasch“ in Köln, der Jodel-Lehrerin Loni Kuisle im Allgäu, dem Kellerkommando und anderen Bands um die Bamberger Partyreihe „Antistadl“, den Schwestern um das Volksmusik-Kabarett Wellküren in Bayern oder der Rocksängerin Bobo in Sachsen-Anhalt. Er eröffnet überraschende Einblicke in die Vielfalt zeitgenössischer deutscher Volksmusik. Nebenbei widerlegt er einige Vorurteile über die angebliche Verstaubtheit und Heimattümelei und zeigt, wie viel Freude Deutsche an Musik und Gesang haben können.

## Kritiken und Auszeichnungen
Die Jury zum Preis der deutschen Schallplattenkritik zeichnete den Film mit dem Jahrespreis 2014 als besten Musikdokumentarfilm aus und begründete ihre Entscheidung wie folgt: "Vom Allgäu bis zur Flensburger Förde, von Köln bis ins Vogtland reiste der musikalische Weltbürger (und Saxophonist) Hayden Chisholm auf der Spur der deutschen Folklore. Dabei entdeckte er eine vitale Vielfalt von Liedern und Tänzen. Statt abgedroschenem Musikantenstadl-Sound gerät plötzlich kölscher HipHop in den Fokus oder vom Bamberger Antistadl rockig gewürzte Volxmusik, von der Sängerin Bobo perfekt mit Jazz gemischte romantische Kunstlieder, ein Jodelkurs oder erzgebirgische Lieder, die der Bandoneonspieler Rudi Vodel über DDR-Drangsale gerettet hatte. Lukullisch gefilmt, beispielhaft dokumentiert und geprägt von einfühlsamer Herzlichkeit, präsentiert sich „Sound of Heimat“ in zwanzig Stationen als ein Lebenselixier. Die durch den Nationalsozialismus deformierte Tradition wird dabei nicht ausgeklammert – mitten in all seiner rhythmischen Farbigkeit erinnert der Film in einer Schwarzweiß-Sequenz an die Musik im KZ Buchenwald. Dennoch: „Die Gedanken sind frei.“
(Für die Jury: Ludolf Bauche)"
Sound of Heimat startete im September 2012 mit 20 Kopien bundesweit in den Kinos. In der Folge einige Kritiken zum Kinostart:
ttt – titel, thesen, temperamente im Ersten: „Volksmusik ohne Deutschtümelei und fernab von Musikantenstadl und Co. SOUND OF HEIMAT ist ein gelungener Dokumentarfilm dank des unverstellten Blicks eines neugierigen Neuseeländers. Unterhaltsam, überraschend und melancholisch – ein Film über die deutsche Seele.“
Spiegel Online beurteilt einen „beeindruckenden Roadtrip“. Der Neuseeländer Hayden Chisholm mache Lust auf Volkslieder.
Das Neue Deutschland schreibt: „Am Ende dieses klug und gefühlvoll inszenierten Dokumentarfilms, der seine Schönheit nicht zuletzt aus Marcus Winterbauers betörenden Landschaftsaufnahmen schöpft, glaubt Hayden Chisholm, den »German Soul« gefunden zu haben. Zauberhafte Melodien, viel Freude und ein sanfter Hang zur Melancholie. Heimat? Ist der Ort, an den man gerne zurückkehrt, mögen die Wurzeln auch gekappt sein. Wie schön, wenn man ihn mit den Ohren erkennen kann.“
Filmecho/Filmwoche berichtete in seiner Ausgabe 37/2012 über den „außergewöhnlichen Dokumentarfilm“ und schloss seine Rezension mit dem Appell an die Kinobetreiber: „Somit sollte ‚Sound of Heimat‘ keineswegs bloß als intellektueller Special-Interest-Titel für die sonntägliche Matinee eingesetzt werden, sondern als toll erzähltes und gefilmtes Kinoerlebnis.“
Im Tagesspiegel heißt es: „Bloß kein Volkslied, sagen die meisten. Das fand der Neuseeländer Hayden Chisholm so skurril, dass er sich mit seinem Saxofon auf den Weg durch die Republik machte und nachfragte, neugierig, naiv, unerschütterlich. Die Stationen: eine Kölner Kneipe, ein Jodelkurs im Allgäu, die Ex-Punker vom Bamberger Antistadl, der Leipziger Gewandhauschor, die Bandoneonisten vom Erzgebirge, eine Avantgarde-Sängerin, die Veteranen von Liederjan. Deutsches Lied, garstig’ Lied: Die politische Seite (Buchenwald, DDR-Propaganda) spart der Film nicht aus. Hält dagegen, macht Laune und steuert neben einer wunderbar hellhörigen Tonspur entspannte Deutschlandbilder bei. Und jetzt alle.“
Die Süddeutsche Zeitung schreibt: „Hayden Chisholm, der als Musiktourist frei von Vorurteilen durchs Land touren kann, hat auf seiner Suche nach dem german soul als Ausdruck der deutschen Seele neben den Neo-Volksmusikern auch Menschen getroffen, die über den ideologischen Missbrauch deutscher Volkslieder in den Konzentrationslagern und in der DDR berichten und über Wurzeln der Entfremdung der Deutschen von ihrer Musiktradition in der Folge.“
Sound of Heimat wurde beworben und unterstützt vom Verband Deutscher Schulmusiker, vom Verband deutscher Musikschulen, von der Bundesvereinigung Deutscher Chorverbände und von der Bundesvereinigung Deutscher Orchesterverbände.
Als einer von 14 Dokumentarfilmen wurde Sound of Heimat von der Deutschen Filmakademie für den Deutschen Filmpreis 2013 vorausgewählt. Beim Internationalen Filmfest Eberswalde („Provinzielle“) erhielt der Film 2013 den Publikumspreis. 2014 zeichnete der Preis der deutschen Schallplattenkritik Sound of Heimat mit dem Jahrespreis 2014 als besten Musik-Dokumentarfilm aus.